# Christiaan Boers
Christianus Franciscus Johannes (Christiaan) Boers (Den Haag, 24 oktober 1889 – Oranienburg, 3 mei 1942) was een Nederlandse beroepsmilitair. Boers was kapitein bij de Koninklijke Landmacht. Tijdens de Duitse aanval op Nederland in 1940 was hij commandant over de zeer moderne Stelling Kornwerderzand. Dit was een van de weinige plaatsen in West-Europa waar de Duitse troepen tijdens de Blitzkrieg niet wisten door te breken.

## Slag om de Afsluitdijk
Boers had het commando over ca. 250 man die in diverse zware betonnen kazematten waren ondergebracht. Het complex had een groot aantal bunkers met mitrailleurs en licht geschut. Het was voorbereid op een lange geïsoleerde belegering. De verdediging van de open dijk en de maritieme naderingszone was de enige taak van het detachement waar Boers het bevel over voerde. De eerste oorlogsdagen waren de Duitsers bezig om naar de Afsluitdijk te bewegen. Vervolgens verkenden zij de paraatheid van de defensie bij Kornwerderzand.
Op 13 mei 1940 openden Duitse troepen het vuur op de stelling. Vervolgens zonden de Duitsers verkenners en stoottroepen op fietsen de Afsluitdijk op. Boers wachtte rustig af tot de Duitsers op circa 800 meter waren genaderd en liet toen vuur uitbrengen uit kazemat VI. Vervolgens werden de vluchtende Duitsers vanuit kazemat II onder vuur genomen. Na anderhalf uur was de strijd voorbij; er volgden verder geen Duitse aanvallen meer. Boers was zo euforisch over het met succes afslaan van de Duitse aanval dat hij op 14 mei voorstelde een tegenaanval te lanceren om Friesland schoon te vegen. Een dag later capituleerden de Nederlandse strijdkrachten echter.

## Verzetsstrijder
Na de capitulatie ging Boers bij het verzet. Hij werd lid van de Ordedienst (OD). Deze organisatie werd vrijwel geheel geleid door (oud-)officieren. In het voorjaar en zomer 1941 volgde een reeks arrestaties binnen de OD, naar aanleiding van een succesvolle Duitse infiltratie in de organisatie. Er volgde na enige tijd van verhoren en Duits onderzoek een massaproces, dat informeel als het "1e Ordedienst Proces" bekendstaat. In totaal werden 79 man ter dood veroordeeld. Allen werden naar concentratiekamp Sachsenhausen overgebracht. Daar werden Boers en 71 andere OD-leden op 3 mei 1942 geëxecuteerd in het Kommando Oraniënburg. Boers is daar met de andere geëxecuteerden in een massagraf begraven.

## Eerbewijzen

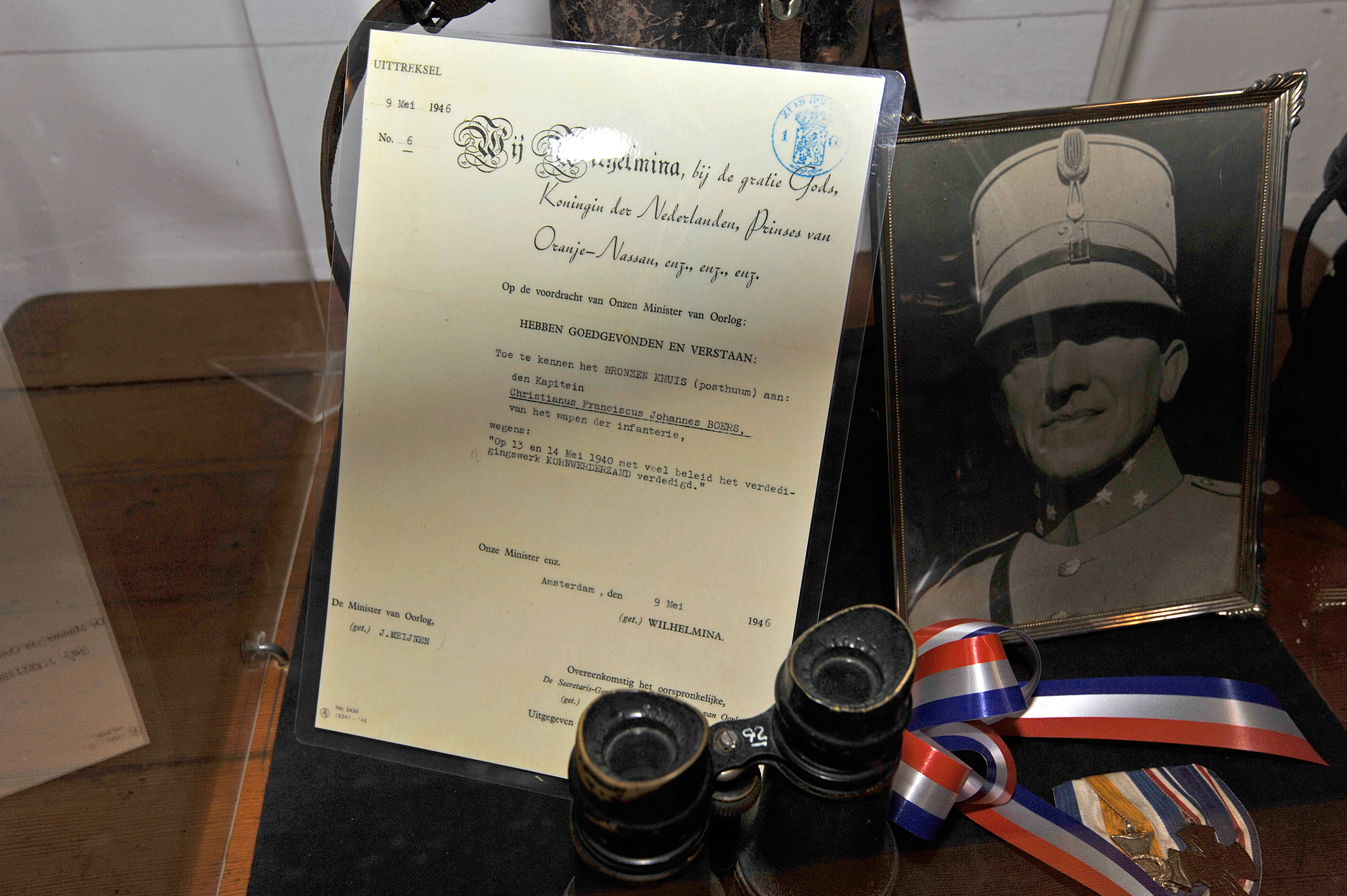
Foto van Boers met oorkonde voor de toekenning van het Bronzen Kruis

Op 9 mei 1946 werd Boers postuum het Bronzen Kruis toegekend voor zijn verdiensten als commandant van fort Kornwerderzand.
In de buurt van de kazemat is een monument opgericht voor kapitein Boers en luitenant G.J. Ham.
Op 28 juni 2005 werd het viaduct Kornwerderzand omgedoopt in Kapitein Boers Viaduct. Het naambord werd onthuld door Boers' zoon Dick Boers en zijn kleinzoon Guus Boers.